# Reform Party (Neuseeland)
Die Reform Party war eine konservative Partei in Neuseeland, die 1909 gegründet wurde und 1936 zusammen mit der United Party in die National Party aufging. Der volle Name der Partei lautete New Zealand Political Reform League.

## Geschichte
Organisationen des rechten politischen Spektrums entstanden etwa ab 1887 mit der Political Reform Associations, der National Association in 1891 und der Auckland Electoral League in 1902. Im Jahr 1905 wurde dann die Political Reform League in Christchurch gegründet, die William Massey in der Parlamentswahl von 1905 unterstützte. Von dieser Gruppe in Christchurch ging eine stärkere Ausstrahlung aus, als das bisher von anderen konservativen Bewegungen der Fall gewesen war und Anhänger fanden sich bald im ganzen Land. Zur Parlamentswahl 1908 konnte der konservative Block bereits 26 Sitze auf sich verbuchen.
Durch dieses Wahlergebnis beflügelt, arbeitete Massey verstärkt daran, eine Alternative zur bestehenden liberalen Regierung zu sein und eine ernsthafte Alternative zur Liberal Party, die ja schon seit 1891 ununterbrochen in Regierungsverantwortung war, aufzubauen. Zusammen mit E. F. Hemingway of Patea, der als Chefarchitekt der Parteigründung gilt, formten sie im Februar 1909 die Reform Party. Zur Wahl im Jahre 1911 gab es bereits Zusammenschlüsse verschiedener Reformgruppen mit der Partei auf lokaler Ebene. Nach der gewonnenen Wahl im Jahre 1911, bei der die Partei mit 34,6 % Stimmenanteil und 37 Sitzen die stärkste Fraktion bildete und mit Massey ihren ersten Premierminister stellen konnte, fand dann im August 1912 die eigentlich konstituierende Sitzung der Partei auf nationaler Ebene statt. Ein Versuch, die Partei in N.Z. Democratic League umzubenennen, schlug allerdings fehl.
Mit Massey als Führungsfigur war die Reform Party insgesamt über dreizehn Jahre an der Regierung. Als er starb, übernahm Francis Bell temporär für 16 Tage das Amt des Premierministers, gefolgt von Gordon Coates, der die parteiinterne Wahl gegen William Nosworthy gewann. Nach dem Tod von Massey organisierte Albert Ernest Davy, Geschäftsmann und politischer Organisator, eine Kampagne, die Coates komfortable 46,5 % und 55 Sitze brachte und die höchste Zustimmung in der Geschichte der Partei erfuhr.
In den folgenden drei Jahren Regierungszeit verlor die Partei allerdings mehr und mehr an Zustimmung, da Gordon Coates mangelnde Visionen für Neuseeland vorgeworfen wurde und seine Eingriffe in die Wirtschaft bei den Geschäftsleuten keine Akzeptanz fanden. Eine von den Geschäftsleuten organisierte politische Konferenz im November 1927 läutete den Abstieg von Coates und seiner Partei ein. Dazu kam, dass Davy sich mit Coates überwarf und eine Kampagne für die United Party organisierte.
Die Reform Party, die ihre politische Basis mehr in den ländlichen Regionen hatte, verlor dort und vor allem auch die Zustimmung in den Städten und kam in der folgenden Wahl 1928 schließlich über 27 Sitze nicht hinaus. Die Regierungsmacht ging demzufolge an die United Party, die einerseits nach der Auflösung der Liberal Party die liberale Kräfte noch einmal bündeln konnte und Unterstützung aus dem Lager der Labour Party und einigen Unabhängigen bekam.
Nach dem Führungswechsel von Joseph Ward zu George Forbes, der eher dem rechten Flügel der Liberalen zuzuordnen war und zeitweilig als National auftrat, formierten sich einflussreiche Mitglieder der Reform Party zu einer Koalition mit der United Party unter Forbes, um der wachsenden Macht von Labour zur Wahl 1931 entgegentreten zu können. Die Koalition fand mit 55,4 % der Stimmen und 51 Sitzen große Zustimmung und bildete unter Forbes eine Regierung. Vier Jahre später konnte sich die Koalition bei der Wahl 1935 gegen Labour nicht mehr durchsetzen und verlor dramatisch an Zustimmung.
Infolge dieser Niederlage und dem Auftritt der New Zealand Democrat Party unter Davy als Organisator entstand der Druck sich zusammenzuschließen, zumal beide Parteien sich über die Koalition inhaltlich schon angenähert hatten. Auf einem Kongress, der vom 13. bis zum 14. Mai 1936 in Wellington stattfand, wurde die Fusion schließlich beschlossen und die National Party als neue Partei gegründet.